# لا روينيتي
لا روينيتي (بالإنجليزية: La Ruinette)‏ هو أحد جبال سلسلة جبال الألب بينيني وجزء من القمة الأم جبل مونتي روزا يقع في كانتون فاليز، سويسرا. يبلغ ارتفاع الجبل حوالي 3875 متر، بينما يبلغ ارتفاع نتوء الجبل 838 متر.